# Spelaeochernes gracilipalpus
Spelaeochernes gracilipalpus är en spindeldjursart som beskrevs av Volker Mahnert 200. Spelaeochernes gracilipalpus ingår i släktet Spelaeochernes och familjen blindklokrypare. Inga underarter finns listade i Catalogue of Life.